# Elisa Bosch
Pour les articles homonymes, voir Bosch.
Elisa Bosch née à Versailles  le 6 janvier 1833 et morte à Saintry-sur-Seine le 8 juillet 1904, est une pianiste, professeure de piano et compositrice française.

## Biographie

### Famille
Elisabeth Louise Bosch est née à Versailles le 6 janvier 1833, fille de Jean Bosch et de Louise Muller. Son père est tailleur et marchand d'habits ; il est né à Augsbourg en 1800. En 1831, il épouse Louise Muller, née à  La Haye en 1806. Le couple est installé à Versailles, d'abord rue de l'Orangerie, puis rue Royale.
Elisa est leur première fille, puis naît Félix neuf ans plus tard, en 1842, qui mourra à l'âge de dix mois. Le couple ne semble pas avoir eu d'autre enfant.
Jean Bosch meurt en 1859 à Versailles. Elisa est à cette époque professeur de piano à Versailles.
Elle termine sa vie comme dame de compagnie en région parisienne et meurt à Saintry-sur-Seine le 8 juillet 1904.
Elle est inhumée au cimetière du Père-Lachaise le 11 juillet 1904

### Œuvres
Active à Paris et Versailles de 1850 à 1900 environ, elle compose une centaine d'œuvres : valses, pavanes, mazurka, rondo... et publie de nombreuses partitions : Pendant que tourne le rouet, Illusion, Rêve enchanteur, Pavane pour piano, Romance sans paroles...
Elle est également poète, et compose sur des textes de sa composition, du tibétologue Philippe-Edouard Foucaux ou encore d'Alphonse de Lamartine. Cependant, il ne semble pas qu'elle eut une carrière de concerts et sa vie privée est peu connue.
En 1981, l'International Encyclopedia of Women Composers (en) la cite parmi les femmes compositeurs les plus prolifiques en piano au XIXe siècle. La Bibliothèque nationale de France a numérisé une trentaine de ses œuvres.